# Colline de la Cité
La colline de la Cité, plus simplement appelée La Cité, est un secteur du quartier du Centre de la ville vaudoise de Lausanne, en Suisse. La colline de la Cité représente le cœur historique de la capitale vaudoise ainsi que le siège du pouvoir religieux et cantonal depuis de nombreux siècles.

## Histoire
Les premières traces d'occupation humaine de la colline de la Cité remontent à environ 4500 av. J.-C. Les fouilles de la Cité ont permis la découverte de quelques tessons de céramique de l'Âge du Bronze (2200-1600 av. J.-C) et de quelques silex. À la fin de l'Âge du Bronze, la colline de la Cité est à nouveau occupée, comme l'attestent des traces d'habitations sur poteaux, aux parois de clayonnages et d'argile, et aux toits de chaume. Le premier Âge du fer (ou époque de Hallstatt, vers 800-450 av. J.-C.) a laissé à la Cité une fibule en bronze qui atteste une présence humaine à cette époque,.
Des témoins du Ier siècle av. J.-C. sont présents. S'agit-il d'un oppidum? L'on n'a jusqu'à ce jour retrouvé aucune trace de fortification. Les premières habitations de la colline datent du IVe siècle, lors de l'abandon progressif du site de Lousonna à la suite des incursions barbares. Disposant de bien moins de place que dans le site précédent de Vidy, au bord du lac, les habitants vont procéder, dès le Haut Moyen Âge, à un découpage parcellaire très dense de la Cité.
La colline de la Cité est délimitée par la place du Tunnel et le quartier de la Barre au nord, la place de la Riponne à l'ouest, la place de la Palud au sud et le vallon du Flon à l'est. Ce site, qui a livré des vestiges d'habitat préhistorique, ainsi que la ville médiévale de la colline sont inscrits comme biens culturels suisses d'importance nationale. 
Chaque année, sur la colline, se déroule le Festival de la cité. En août 2020, le quartier de la Cité devient une zone piétonne, avec notamment la majorité de la Place de la Cathédrale complètement libérée du trafic.

## Bâtiments
Sur la colline de la Cité se trouvent en particulier la cathédrale de Lausanne, le parlement vaudois (réouverture après reconstruction au printemps 2017), le château Saint-Maire (ancien palais épiscopal et actuel siège du gouvernement vaudois) ainsi que le Gymnase de la Cité (et en particulier les bâtiments de l'ancien hôpital de Lausanne et de l'ancienne académie).